# 纸店镇
纸店镇，是中华人民共和国河南省周口市沈丘县下辖的一个镇。

## 行政区划
纸店镇下辖以下地区：
纸东村、纸西村、赵腰庄村、赵楼村、徐楼村、潘营村、小李庄村、邱庄村、潘董庄村、王庄村、孙洼村、卢庄村、秦庄村、张庄村、杂姓营村、程营村、胡营村、白果村、史庄村和卢寨村。